# Hubert Graignic
Hubert Graignic (né le 24 septembre 1957 à Guémené-sur-Scorff) est un coureur cycliste français, professionnel dans l'équipe Sem-France Loire en 1982 et 1983.

## Biographie
Couvreur de formation, Hubert Graignic découvre le cyclisme en suivant son patron, pratiquant de cyclotourisme. Il participe à ses premières courses cyclistes en 1975 à l'âge de dix-sept ans,. 

## Palmarès
- 1979
  - Triomphe breton
- 1980
  - Circuit du Morbihan
  - 4e étape du Tour d'Émeraude (contre-la-montre)
  - 3e de la Flèche de Locminé
  - 3e du championnat de Bretagne
- 1981
  - 2e du championnat de France du contre-la-montre par équipes
  - 3e de la Flèche de Locminé
- 1983
  - Boucles de la Mayenne
  - 2e de Châteauroux-Limoges
- 1984
  - Manche-Atlantique
  - Manche-Océan
  - Circuit du Viaduc
- 1985
  - 2e du Tro Bro Léon
  - 3e du Grand Prix Gilbert-Bousquet
- 1986
  - Grand Prix de Névez
  - 3e étape du Tour d'Émeraude
- 1987
  - Grand Prix Gilbert-Bousquet
  - 2e étape du Tour du Tarn-et-Garonne
  - Circuit du Viaduc
  - 2e du Tour du Tarn-et-Garonne
- 1988
  - Manche-Océan
- 1989
  - Circuit du Viaduc
  - 2e de Manche-Océan

## Résultat sur le Tour de France
1 participaption
- 1982 : 107e